# Oberndorf (Bad Laasphe)
Oberndorf (mundartlich Owandoaf) ist ein nordwestlicher Stadtteil von Bad Laasphe im nordrhein-westfälischen Kreis Siegen-Wittgenstein.

## Geographie

### Geographische Lage
Oberndorf befindet sich an der Grenze des Stadtgebiets von Bad Laasphe zur Gemeinde Erndtebrück. Das Dorf liegt zwischen den Bergen Ebschloh (686,3 m ü. NN; Norden), Hohes Haupt (650,5 m ü. NN; Nordosten) und Aberg (531,7 m ü. NN; Südwesten). Von der Kernstadt Bad Laasphe ist Oberndorf rund 9 km (Luftlinie) entfernt.

### Ortsgliederung
Der Ort gliedert sich in die Siedlungen Oberndorf-Dorf und Oberndorf-Bahnhof. Die Ortsgrenze zum benachbarten Rückershausen verläuft mitten durch das Bahnhofsgebäude.

## Geschichte

### Ortsgeschichte
Urkundlich wird der Ort erstmals 1365 erwähnt. Der Ort gehört ab diesem Jahr zum Hause Wittgenstein. 1662 erfolgt die Zuordnung zur Schulzerei Feudingen. Ab 1720 ist eine kirchliche Zugehörigkeit zum Kirchspiel Feudingen nachweisbar. 1845 gehört Oberndorf zum Amt Erndtebrück. Seit der Durchführung des Sauerland/Paderborn-Gesetzes am 1. Januar 1975 gehört Oberndorf zur Stadt Bad Laasphe.
Seit 2020 verwendet Oberndorf ein Logo, das an die vielen historischen Gebäude im Ort erinnert.

### Einwohnerentwicklung
- 1634: 008 Mannschaften
- 1662: 007 Häuser
- 1736: 090 Einwohner
- 1819: 128 Einwohner in 20 Häusern
- 1854: 245 Einwohner in 29 Häusern
- 1900: 307 Einwohner
- 1961: 451 Einwohner[1]
- 1970: 540 Einwohner[1]
- 1974: 511 Einwohner[2]
- 2007: 500 Einwohner

## Politik
Ortsvorsteher ist seit 2020 Dietmar Stiller, der das Amt von seinem Sohn, Sebastian Stiller, übernommen hat. Unterstützt wird der Ortsvorsteher durch den „DorfGemeinschaftsVerein OBERNDORF“, der sich um fast alle Themen in Oberndorf kümmert, die das Dorf und die Bürger betreffen.

## Verkehr

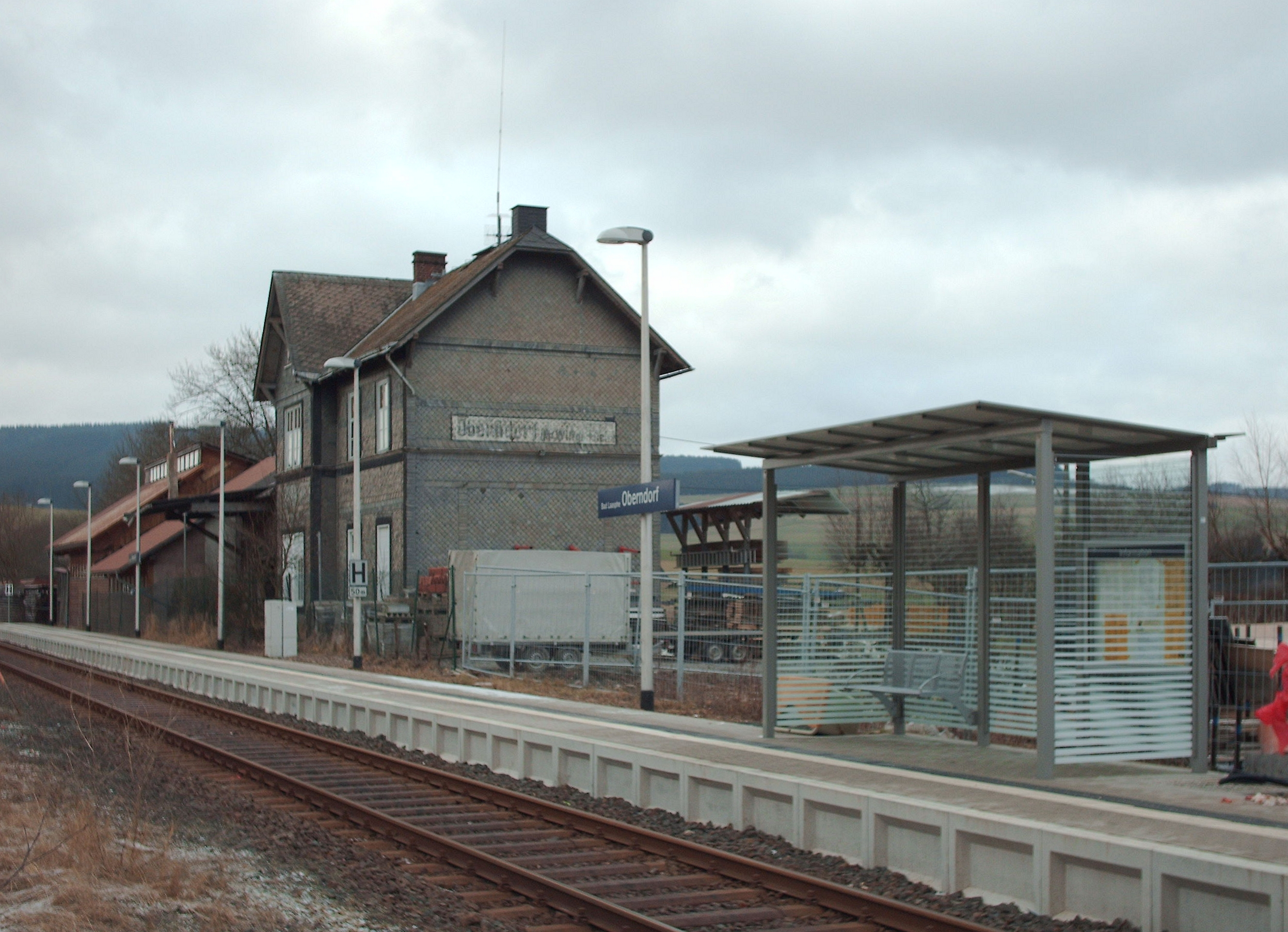
Haltepunkt Oberndorf (Kr Wittgenstein)

Oberndorf hat einen Haltepunkt an der Oberen Lahntalbahn, der von der Linie RB 94 bedient wird.
| Linie | Verlauf | Takt    |
| ----- | --- | ------- |
| RB 94 | Obere Lahntalbahn: Marburg (Lahn) – Cölbe – Lahntal-Sarnau – Goßfelden – Sterzhausen – Caldern – Buchenau (Lahn) – Friedensdorf (Lahn) – Wilhelmshütte (Lahn) – Biedenkopf – Biedenkopf Campus – Wallau (Lahn) – Bad Laasphe-Niederlaasphe – Bad Laasphe – Feudingen – Oberndorf (Wittgenstein) – Leimstruth – Schameder – Erndtebrück ( – Hilchenbach – Kreuztal – Siegen Hbf – Betzdorf (Sieg)) (2 Zugpaare Samstags von/bis Betzdorf) Stand: Fahrplanwechsel Dezember 2021 | 120 min |